# 조연희 (교사)

조연희는 대한민국의 교사다. 동일여자고등학교에서 근무하던 2006년, 학교의 급식비, 동창회비 등 15억 원 규모의 비리를 밝혔다가 보복 해직을 당했다. 이후 사립학교개혁국민운동본부 집행위원장, 전국교직원노동조합 대외협력실장, 전국교육희망네트워크 집행위원장 등을 역임했다. 2012년 3월 1일 서울교육청에 특별채용되었으나 다음날인 2일 이주호 교과부 장관에 의해 임용취소되었다.

## 상훈
- 2005년 제5회 투명사회상